# AP3
AP3 este o trupă rock românească din București, România, formată în 2022. Compoziția lor originală era compusă din Victor Apetrei (voce principală, chitară, pian), Eduard Angelo (chitară principală, voce), Bogdan Moraru (chitară bas) și Alex Terbi (tobe, percuție, backing vocals). Andrei Neamțu (chitară principală, backing vocals) s-a alăturat trupei în 2023 după ce Stoica a plecat în anul precedent, Duță (chitară bas) și Neamțu (tobe, percuție) s-au alăturat trupei după ce Moraru și Terbi au plecat în 2024, iar Vlad Bușilă (chitară ritmică, backing vocals) s-a alăturat trupei în 2025.

## Istorie
AP3 este o trupă de rock alternativ, formată în decembrie 2022, în București. Deși proiectul a fost recent format, cei cinci membri au un background muzical bine definit, cu rădăcini în trupe precum Iris, Partizan sau Marfar. Numele trupei provine de la numele solistului vocal, Victor Apetrei, care este actor și a creat acest proiect din dorința de a cânta muzică rock. La aproximativ un an de la înființare, trupa a concertat la Festivalul de Teatru „Grigore Vasiliu Birlic” din Fălticeni, dar și la lansarea lungmetrajului „Mireasa Mortului”, regizat de Cornel Gheorghiță. Anul trecut au lansat single-ul Nebunii Călători, în cadrul unui concert susținut la The Pub Universității. De atunci, au concertat în alte cluburi din București, inclusiv True Club, precum și la mai multe evenimente culturale organizate de Primăria Sectorului 4. Cei cinci refuză să-și încadreze stilul într-o categorie anume, deoarece combină rock-ul cu mai multe genuri muzicale, sperând să obțină un sunet unic, specific lor. În 2023 lansează piesa „Ultimul Dans”, înainte ca Eduard și Alex să părăsească trupa și să se alăture Andrei și Valeriu. Cea mai recentă piesă a lor se numește Liber, Ca-n România și Din Nou. În 2024, Cristina Duță s-a alăturat trupei. În octombrie 2025, AP3 a anunțat noua lor componență de șase membri, cu fostul membru Trupa Muzicii Rock, Vlad Bușilă, la chitară.

## Stil muzical și influențe
Muzica lui AP3 a fost caracterizată ca indie rock, garage rock, post-punk revival, rock psihedelic, rock alternativ, lounge pop, post-Britpop, stoner rock, punk rock, hard rock, heavy metal și metal alternativ. Ei au făcut și alte stiluri de muzică new wave, synthpop, post-punk, rap rock, rock electronic, gothic rock și pop rock. Au fost influențați de o varietate de muzică, inclusiv rock clasic și hard rock, cu trupe precum Rush, Trooper, Cheap Trick, AC/DC, Kiss, Queen, Thin Lizzy, Boston și Journey, toate fiind incluse în EP-ul Anthems. Printre alte influențe ale lor se numără trupe heavy metal precum Iris, Blue Öyster Cult, Black Sabbath, Iron Maiden, Judas Priest, Accept, Motörhead, Exodus, UFO, Saxon și Raven, precum și trupe hardcore punk precum Bad Brains, D.R.I., Suicidal Tendencies, trupe alternative rock precum U2, Coldplay, Vunk, Timpuri Noi și Muse. Trupe pop punk rock târzii precum Green Day, Blink-182, The Offspring și Sum 41, trupe grunge precum Nirvana, Pearl Jam, Soundgarden, Alice in Chains și Stone Temple Pilots, și metal alternativ precum System of a Down, Deftones, Mudvayne. Trupe punk rock timpurii precum Ramones, The Clash, Sex Pistols și Misfits, trupe thrash metal precum Metallica, Megadeth, Slayer, Anthrax și trupe indie rock precum Oasis, Blur, Pulp și Suede. Trupe garage rock și proto-punk The Stooges, MC5 și New York Dolls și trupe psychedelic rock The Jimi Hendrix Experience, Cream și The Doors. Și, de asemenea, trupe rock italiene și mexicane Måneskin, Marlene Kuntz, Verdena, The Warning și Afterhours.

## Componență

### Membri actuali
- Victor Apetrei – voce principală, chitară, pian (2022–prezent)
- Alexandra Apetrei – clape, sintetizatoare (2022–prezent)
- Andrei Neamțu – chitară principală, backing vocals (2024–prezent)
- Cristina Duță - bas (2024-prezent)
- Valeriu Neamțu – tobe, percuție (2024–prezent)
- Vlad Bușilă - chitară ritmică, backing vocals (2025-prezent)

### Foști membri
- Bogdan Moraru – bas (2022-2024)
- Eduard Angelo Stoica – chitară, backing vocals și voce principală ocazională (2022-2024)
- Alex Terbi – tobe, percuție (2022–2024)